# Euxoa hyperythra
Euxoa hyperythra är en fjärilsart som beskrevs av Charles Boursin 1964. Euxoa hyperythra ingår i släktet Euxoa och familjen nattflyn. Inga underarter finns listade i Catalogue of Life.